# Luciano Canepari
Luciano Canepari (pron. [kaneˈpaːri]; Venezia, 19 gennaio 1947) è un linguista italiano, docente all'Università degli studi "Ca' Foscari" di Venezia presso il dipartimento di Scienze del Linguaggio.

## Biografia
Dopo essersi formato a Venezia e specializzato all'estero, soprattutto in Gran Bretagna, Canepari si è dedicato alla fonetica approfondendone gli aspetti articolatori, nell'ottica del «metodo fonotonetico naturale».
Canepari s'interessa della descrizione della pronuncia e intonazione «neutra», secondo il metodo fonetico naturale, di 12 lingue: italiano, inglese, francese, tedesco, spagnolo, portoghese, russo, arabo, cinese, giapponese, hindi ed esperanto (comprese le principali varianti); ha ufficializzato la pronuncia «neutra moderna» dell'italiano, in sostituzione di quella «tradizionale», non più favorita dai professionisti della dizione; inoltre, ha descritto le 22 koinè regionali dell'italiano. Sta attualmente lavorando per descrivere anche le varianti regionali d'inglese, francese, tedesco, spagnolo e portoghese, sempre procedendo con registrazioni raccolte appositamente. S'interessa anche di vari dialetti d'Italia (una sessantina) e di lingue europee, asiatiche, americane, africane e oceaniane (250, finora). Infine, nel suo Natural Phonetics & Tonetics, ha dato la ricostruzione fonotonica schematica di 72 lingue morte.
Sperimentalmente ha introdotto la fonetica e l'ortologia in alcune scuole e in alcuni conservatorî musicali.
Come trascrittore, ha impostato e fornito le trascrizioni fonemiche per alcuni noti dizionari d'italiano e di lingue straniere.

## LaFonetica naturalecanIPA

Simboli del IPA: vocoidi

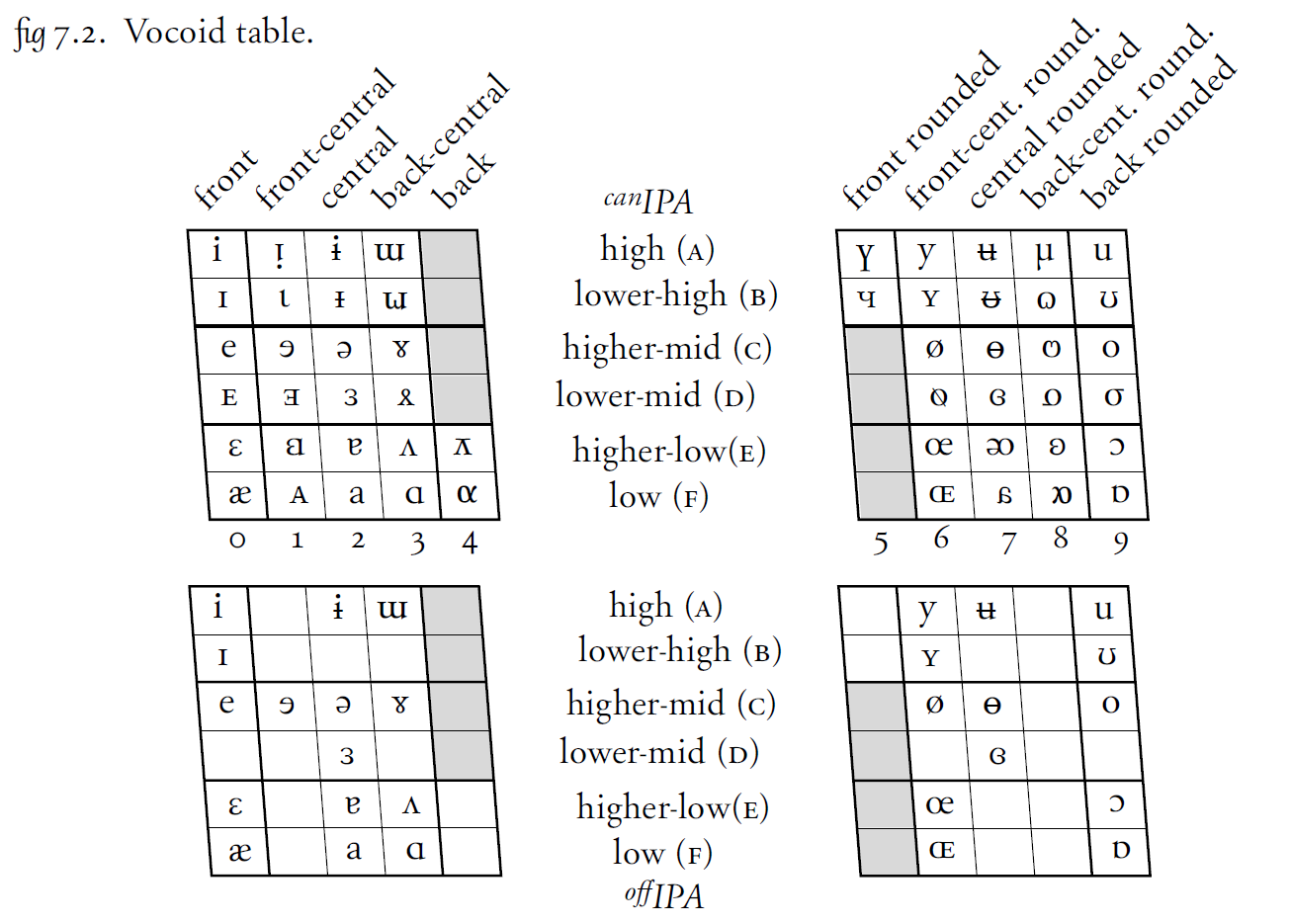
Confronto tra il «vocogramma» (cioè la tabella dei vocoidi, non labializzati a sinistra e labializzati a destra) del IPA, sopra, e quello dellIPA ufficiale, sotto. Come si può notare, l'alfabeto fonetico di Canepari permette di trascrivere un numero significativamente più elevato di vocoidi: ben 52, contro i 28 dell'IPA ufficiale.

A partire dall'IPA ufficiale, Canepari ha sviluppato un proprio sistema di trascrizione fonetica, ch'egli ritiene esser più ricco e accurato: il cosiddetto canIPA [kaˈniːpa]. Esso contiene 500 simboli di base, 300 complementari e 200 supplementari, ma è in continua espansione tramite l'ascolto di registrazioni di lingue da tutto il mondo.
L'IPA esteso proposto da Canepari si differenzia da quello ufficiale nella rinuncia all'uso di «segni diacritici» – che sarebbero fonte d'imprecisioni e incongruenze – fornendo al loro posto una grande varietà di simboli unici; inoltre, con l'IPA ufficiale non sarebbe possibile distinguere con sufficiente chiarezza le trascrizioni fonetiche da quelle fonemiche. Secondo Canepari, inoltre, l'IPA ufficiale – nonostante che sia dichiaratamente un alfabeto fonetico articolatorio – sarebbe viziato in alcuni punti da elementi di fonetica uditiva.
Canepari definisce il proprio metodo «fon(oton)etica naturale», poiché, nello stabilire il punto e il modo d'articolazione di un suono, si fa uso esclusivamente delle percezioni fornite dai sensi, senza ricorrere ad apparecchiature (per esempio, elaborazioni informatizzate del suono o riprese radiografiche degli organi fonatori).

## Opere
- ɪtæljən prənʌnsɪeɪʃən = Le Maître Phonétique, 133: pp. 6-8, Cambridge: CUP, 1970.
- The Dialect of Venice = Journal of the International Phonetic Association, pp. 67-76, Cambridge: CUP, 1976.
- Introduzione alla fonetica, Torino: Einaudi, 1979.
- Fonetica e tonetica araba = Scritti linguistici in onore di Giovan Battista Pellegrini, pp. 1105-1121, Pisa: Pacini, 1983.
- Phonetic Notation/La notazione fonetica, Venezia: Cafoscarina, 1983.
- L'intonazione. Linguistica e paralinguistica, Napoli: Liguori, 1985.
- Italiano standard e pronunce regionali, Padova: CLEUP, 1986³.
- Lingua italiana nel Lazio (con Antonella Troncon), Roma: Jouvence, 1989.
- Il DiPI. Dizionario di pronuncia italiana, Bologna, Zanichelli, 1999; versione online, 2012: dipionline.it
- Manuale di fonetica. Fonetica naturale, München: Lincom Europa, 2003.
- Manuale di pronuncia italiana, Bologna: Zanichelli, 2004.
- Avviamento alla fonetica, Torino: Einaudi, 2006.
- A Handbook of Pronunciation. English, Italian, French, Spanish, Portuguese, Russian, Arabic, Hindi, Chinese, Japanese, Esperanto, München: Lincom Europa, 2007.
- Manuale di pronuncia. Italiana, inglese, francese, tedesca, spagnola, portoghese, russa, araba, hindi, cinese, giapponese, esperanta, München: Lincom Europa, 2007.
- Natural Phonetics & Tonetics. Articulatory, auditory, and functional, München: Lincom Europa, 2007.
- Fonetica e tonetica naturali. Approccio articolatorio, uditivo e funzionale, München: Lincom Europa, 2007.
- Pronunce straniere dell'italiano, München: Lincom Europa, 2007.
- Pronuncia cinese per italiani (con Marco Cerini) Roma: Aracne, 2009.
- Pronuncia francese per italiani, Roma: Aracne, 2009, 2011.
- Pronuncia inglese per italiani, Roma: Aracne, 2009, 2011.
- English PronunciationS 1: International, American & British neutral Accents, Roma: Aracne, 2010.
- English PronunciationS 2: Territorial Accents, Roma: Aracne, 2010.
- La buona pronuncia italiana del terzo millennio (con Barbara Giovannelli), Roma: Aracne, 2010.
- Pronuncia portoghese per italiani, Roma: Aracne, 2010, 2011.
- The Pronunciation of English around the World, München: Lincom Europa, 2010.
- Pronuncia spagnola per italiani (con Renzo Miotti), Roma: Aracne, 2011.
- Pronuncia tedesca per italiani, Roma: Aracne, 2011.
- Fonologia del santarcangiolese (con Giuseppe Bellosi e Daniele Vitali), Verucchio: Pazzini, 2012.
- Dutch & Afrikaans Pronunciation & Accents (con Marco Cerini), Roma: Aracne; München: Lincom Europa, 2013.
- Pronuncia neerlandese per italiani (con Marco Cerini), Roma: Aracne, 2013.
- Pronuncia russa per italiani (con Daniele Vitali) Roma: Aracne, 2013.
- German Pronunciation & Accents, München: Lincom Europa, 2014.
- Pronuncia giapponese per italiani (con Francesca Miscio), Roma: Aracne, 2016.
- Japanese Pronunciation & Accents (con Francesca Miscio), München: Lincom Europa, 2016.
- La pronuncia «neutra, internazionale» del latino classico, sito CANipa